# Cyclaspis cottoni
Cyclaspis cottoni är en kräftdjursart som beskrevs av Hale 1937. Cyclaspis cottoni ingår i släktet Cyclaspis och familjen Bodotriidae. Inga underarter finns listade i Catalogue of Life.